# Agglo
Agglo Corporation Limited là nhà cung cấp đồ chơi tư nhân có trụ sở tại Hồng Kông được thành lập vào năm 1969. Agglo cung cấp đồ chơi từ các nhãn hàng với số lượng lớn giá rẻ đến các bộ đồ chơi xe lớn. Cùng với việc tìm nguồn cung ứng sản phẩm, Agglo thường sẽ thiết kế các sản phẩm trong nhà và cũng phát triển bao bì cụ thể cho nhu cầu của khách hàng.
Họ là một nhà tài trợ cho tổ chức từ thiện The Toy Bank.
Năm 2003, phấn rửa vỉa hè do Agglo sản xuất đã bị thu hồi do hàm lượng chì cao.